# Thomas Carter
Thomas Carter (n. 17 de julio de 1953, Austin, Texas) es un director de cine estadounidense. A lo largo de su carrera ha ganado tres premios Emmy.
Antes de trabajar en el cine comercial dirigió películas para adultos bajo el seudónimo de Mr. X. 
Hizo modelaje en 1975. Como actor, Carter es probablemente más conocido por su trabajo en la serie de televisión The White Shadow, haciendo de James "Hollywood" Hayward, una estrella baloncestista de la secundaria, con un alto coeficiente intelectual.

## Filmografía como director
- Under the Influence, 1986
- Swing Kids, 1993
- El negociador, 1997
- Save the Last Dance, 2001
- Coach Carter, 2005
- Untitled Jackie Robinson Project, 2008
- Gifted Hands: The Ben Carson story, 2009
- When the Game Stands Tall, 2014

## Shows en televisión (episodios)
- The White Shadow
- M*A*S*H
- Lou Grant
- Hill Street Blues
- Fame
- Remington Steele
- St. Elsewhere
- Amazing Stories
- Alfred Hitchcock Presents
- Miami Vice
- New Amsterdam
- SEAL Team
- The Resident